# Marolles-en-Hurepoix
Marolles-en-Hurepoix  [maʁɔl ɑ̃ yʁǝpwa] je francouzská obec v departementu Essonne v regionu Île-de-France.

## Poloha
Marolles-en-Hurepoix obklopují obce Brétigny-sur-Orge na severu, Leudeville na severovýchodě a na východě, Saint-Vrain na jihovýchodě a na jihu, Cheptainville na jihozápadě, Guibeville na západě a La Norville na severozápadě.

## Vývoj počtu obyvatel
Počet obyvatel